# Факторкольцо
Факторкольцо́ — общеалгебраическая конструкция, позволяющая распространить на случай колец конструкцию факторгруппы. Любое кольцо является группой по сложению, поэтому можно рассмотреть её подгруппу и взять факторгруппу. Однако для того, чтобы на этой факторгруппе можно было корректно определить умножение, необходимо, чтобы исходная подгруппа была замкнута относительно умножения на произвольные элементы кольца, то есть являлась идеалом.

## Определение
Пусть {\displaystyle I} — двусторонний идеал кольца {\displaystyle R}. Определим на {\displaystyle R} отношение эквивалентности:
{\displaystyle a\sim b} тогда и только тогда, когда {\displaystyle a-b\in I.}
Класс эквивалентности элемента {\displaystyle a} обозначается как {\displaystyle [a]} или {\displaystyle a+I} и называется классом смежности по модулю идеала. Факторкольцо {\displaystyle R/I} — это множество классов смежности элементов {\displaystyle R} по модулю {\displaystyle I}, на котором следующим образом определены операции сложения и умножения:
{\displaystyle (a+I)+(b+I)=(a+b)+I}
{\displaystyle (a+I)\cdot (b+I)=ab+I}
Легко проверить, что эти операции определены корректно, то есть не зависят от выбора конкретного представителя {\displaystyle a} класса смежности {\displaystyle a+I}. Например, корректность умножения проверяется следующим образом: пусть {\displaystyle a_{2}=a+i_{1},b_{2}=b+i_{2},\;i_{1,2}\in I}. Тогда {\displaystyle a_{2}b_{2}=(a+i_{1})(b+i_{2})=ab+i_{1}b+ai_{2}+i_{1}i_{2}\in ab+I}. В последнем шаге доказательства использовалась замкнутость идеала относительно умножения на элемент кольца (как слева, так и справа) и замкнутость относительно сложения.

## Связанные теоремы
- Теорема о гомоморфизме колец:

Если {\displaystyle f} — сюръективный гомоморфизм кольца {\displaystyle \mathrm {K} } на кольцо {\displaystyle \mathrm {R} }, то ядро {\displaystyle \ker \,f} является идеалом кольца {\displaystyle \mathrm {K} }, причём кольцо {\displaystyle \mathrm {R} } изоморфно факторкольцу {\displaystyle \mathrm {K} /\ker \,f}.
Обратно: если {\displaystyle \mathrm {J} } — идеал кольца {\displaystyle \mathrm {K} }, то отображение {\displaystyle f:\mathrm {K} \to \mathrm {K/J} }, определяемое условием {\displaystyle f(a)=a+\mathrm {J} ,\forall a\in \mathrm {K} } является гомоморфизмом кольца {\displaystyle \mathrm {J} } на {\displaystyle \mathrm {K/J} } с ядром {\displaystyle \mathrm {J} }.
Теорема аналогична теореме о гомоморфизме групп.
- Идеал {\displaystyle \mathrm {J} } кольца {\displaystyle \mathrm {K} } является простым (максимальным) в том и только в том случае, когда факторкольцо {\displaystyle \mathrm {K/J} } является целостным кольцом (полем).
- Согласно китайской теореме об остатках, если {\displaystyle I_{1},I_{2},\ldots I_{n}} — попарно взаимно простые идеалы (то есть сумма любых двух из них равна всему кольцу), то факторкольцо по их произведению (или, эквивалентно, по их пересечению) изоморфно произведению факторов вида {\displaystyle R/(I_{i})}.

## Примеры
- Пусть {\displaystyle \mathbb {Z} } — кольцо целых чисел, {\displaystyle n\mathbb {Z} } — идеал, состоящий из чисел, кратных {\displaystyle n}. Тогда {\displaystyle \mathbb {Z} /n\mathbb {Z} } — конечное кольцо вычетов по модулю {\displaystyle n}. Такое кольцо также обозначается {\displaystyle \mathbb {Z} _{n}} или {\displaystyle \mathbb {Z} /(n)}.[1]
- Рассмотрим кольцо многочленов с действительными коэффициентами {\displaystyle \mathbb {R} [x]} и идеал, состоящий из многочленов, кратных {\displaystyle x^{2}+1}. Факторкольцо {\displaystyle \mathbb {R} [x]/(x^{2}+1)} изоморфно полю комплексных чисел: класс {\displaystyle [x]} соответствует мнимой единице. Действительно, в факторкольце элементы {\displaystyle x^{2}+1} и {\displaystyle 0} эквивалентны, то есть {\displaystyle x^{2}=-1}.
- Обобщая предыдущий пример, факторкольца часто используют для построения расширений полей. Пусть {\displaystyle K} — некоторое поле и {\displaystyle f(x)} — неприводимый многочлен в {\displaystyle K[x]}. Тогда {\displaystyle K[x]/(f(x))} является полем, и это поле содержит по крайней мере один корень многочлена {\displaystyle f(x)} — класс смежности элемента {\displaystyle x}.
- Важный пример использования предыдущей конструкции — построение конечных полей. Рассмотрим конечное поле {\displaystyle \mathbb {Z} /2\mathbb {Z} } из двух элементов (которое в этом контексте обычно обозначается как {\displaystyle \mathbb {F} _{2}}). Многочлен {\displaystyle x^{2}+x+1} неприводим над этим полем (так как не имеет корней), следовательно, факторкольцо {\displaystyle \mathbb {F} _{2}[x]/(x^{2}+x+1)} является полем. Это поле состоит из четырёх элементов: 0, 1, x и x+1. Все конечные поля можно построить аналогичным образом.